# João Justino de Medeiros Silva

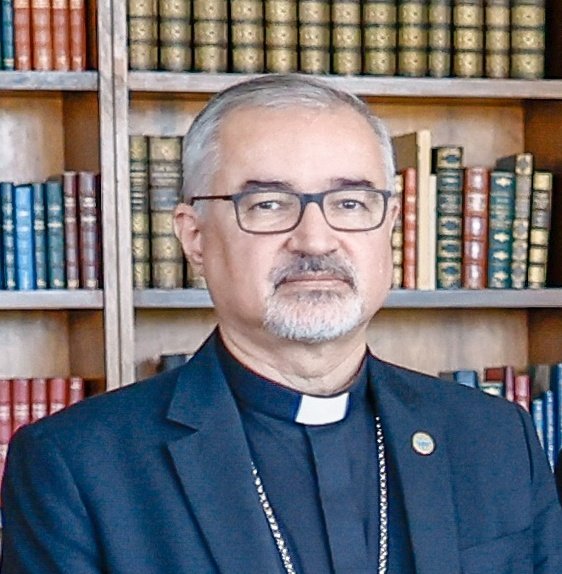
João Justino Medeiros (2023)

Wappen von João Justino Medeiros als Erzbischof von Montes Claros

João Justino de Medeiros Silva (* 22. Dezember 1966 in Juiz de Fora, Brasilien) ist ein brasilianischer Geistlicher und römisch-katholischer Erzbischof von Goiânia.

## Leben
João Justino Medeiros empfing am 13. Dezember 1992 die Priesterweihe für das Erzbistum Juiz de Fora.
Papst Benedikt XVI. ernannte ihn am 21. Dezember 2011 zum Weihbischof in Belo Horizonte und Titularbischof von Tullia. Der Erzbischof von Belo Horizonte, Walmor Oliveira de Azevedo, spendete ihm am 11. Februar des nächsten Jahres die Bischofsweihe; Mitkonsekratoren waren Clóvis Frainer OFMCap, emeritierter Erzbischof von Juiz de Fora, und Gil Antônio Moreira, Erzbischof von Juiz de Fora. Als Wahlspruch wählte er Ut Testimonium de Lumine.
Am 22. Februar 2017 ernannte ihn Papst Franziskus zum Koadjutorerzbischof von Montes Claros. Mit dem Rücktritt José Alberto Mouras am 21. November 2018 folgte er diesem als Erzbischof von Montes Claros nach.
Am 9. Dezember 2021 ernannte ihn Papst Franziskus zum Erzbischof von Goiânia.